# Idaly
Idaly Faal (Amsterdam, 28 november 1995), bij het grote publiek beter bekend als simpelweg Idaly, is een Nederlands rapper en muziekproducent.

## Carrière
Faal was als kleine jongen geregeld te vinden in de studio's van Reverse en Adje op IJburg, Amsterdam-Oost. Hier legde hij een muzikale basis en verschillende vriendschappen die hem als vanzelfsprekend de muziekwereld introkken. Zo leverde hij al op jonge leeftijd bijdrages op projecten van Reverse, Faberyayo en Bokoesam.
Begin 2015 vertrok Faal met een twintigtal andere jonge rappers en producers waaronder Lil' Kleine, Bokoesam, Ronnie Flex, Jonna Fraser, Frenna en $hirak op schrijverskamp in Schiermonnikoog. Met hen vormde Faal het hiphopcollectief New Wave en brachten ze een gelijknamige album uit, deze behaalde diverse hitlijsten. Het collectief gaf een optreden op Lowlands en werd in 2016 bekroond met verscheidene Edisons en de Popprijs.  De samenwerkingen op New Wave bezorgden Idaly zijn eerste hits in de Single Top 100 met de nummers No Go Zone en Hoog / Laag. In de zomer van datzelfde jaar maakte Idaly deel uit van het collectief Veldentaal, mede bestaande uit Bokoesam, Yung Nnelg en producers Garrincha en GRGY. Het samenwerkingsverbond resulteerde in een 14 tracks-tellende, gelijknamige mixtape, waarmee dat najaar getourd werd.
In 2016 bracht Faal zijn eerste soloproject uit onder de naam Eindelijk, deze stond een week in de Album Top 100. Verder had hij dat jaar succes met het nummer Jij & ik. In 2017 volgde een tweede project, NU, met gastbijdrages van o.a. Jonna Fraser en CHO.
Doorheen 2018 releasede hij meerdere ep's en singles in samenwerking met verschillende artiesten zoals Jonna Fraser, LouiVos, Latifah, Boef en Frenna. Op 21 juni 2018 bracht Faal de single Wine Slow uit, de single maakte geen impact. Echter niet veel later op 12 juli 2018 bracht hij met Ronnie Flex, Famke Louise en Bizzey een remix uit die de 3e plek in de Single Top 100 haalde en  35 weken in deze hitlijst bleef staan.
In april 2019 bracht Faal zijn debuutalbum IDALY uit, nagenoeg volledig geproduceerd door Reverse en met gastbijdrages van o.a. Frenna, Emms, Famke Louise, Ronnie Flex, Josylvio en 3Robi. Het album debuteerde op een vijfde plaats in de Album Top 100 en behaalde de gouden status.